# Luftnachrichtentruppen-Kaserne

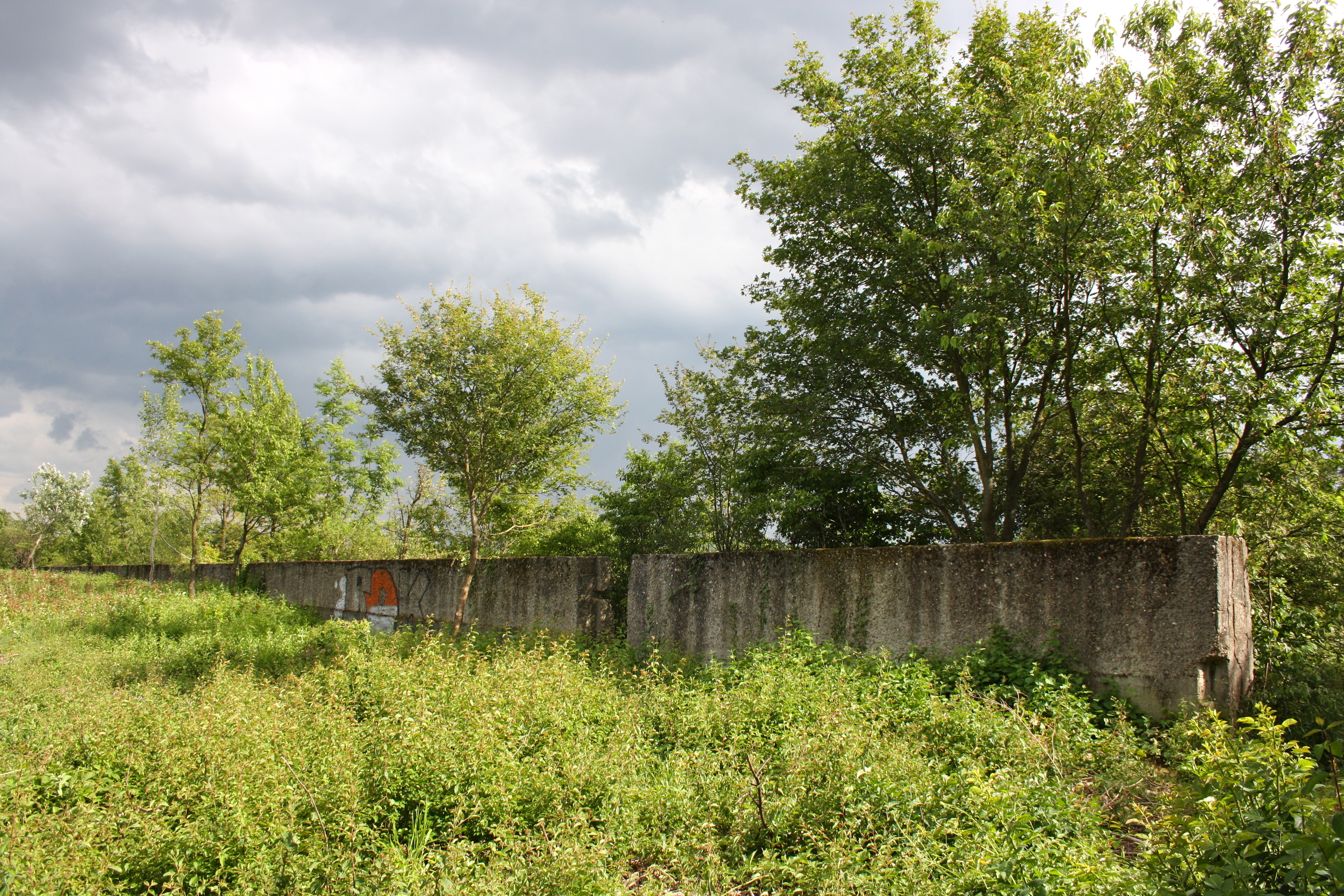
Die letzte erhaltene Mauer der Luftnachrichtentruppen-Kaserne (2014)

Die Luftnachrichtentruppen-Kaserne sollte nach dem Einmarsch der deutschen Truppen 1938 vom Luftgaukommando XVII in der Kalksburger Straße Ecke Rysergasse am Georgenberg im heutigen 23. Wiener Gemeindebezirk errichtet werden, wurde aber nicht fertiggestellt.
Ein neben der Kaserne errichtetes Barackenlager brannte gegen Kriegsende nieder und die Rote Armee benutzte den teilweise fertigen Bau zu Wohnzwecken. 1949 wurde der Bau auf Betreiben der Alliierten abgetragen. An diesem Platz wurden 1976 die Wotrubakirche und 1997 das Freiluftplanetarium Sterngarten errichtet. An Stelle des Barackenlagers befindet sich heute eine große unverbaute Waldlichtung, die zum Teil als Parkplatz genutzt wird.